# Cratere Selket
Selket è un cratere sulla superficie di Ganimede.